# 稲荷山宿

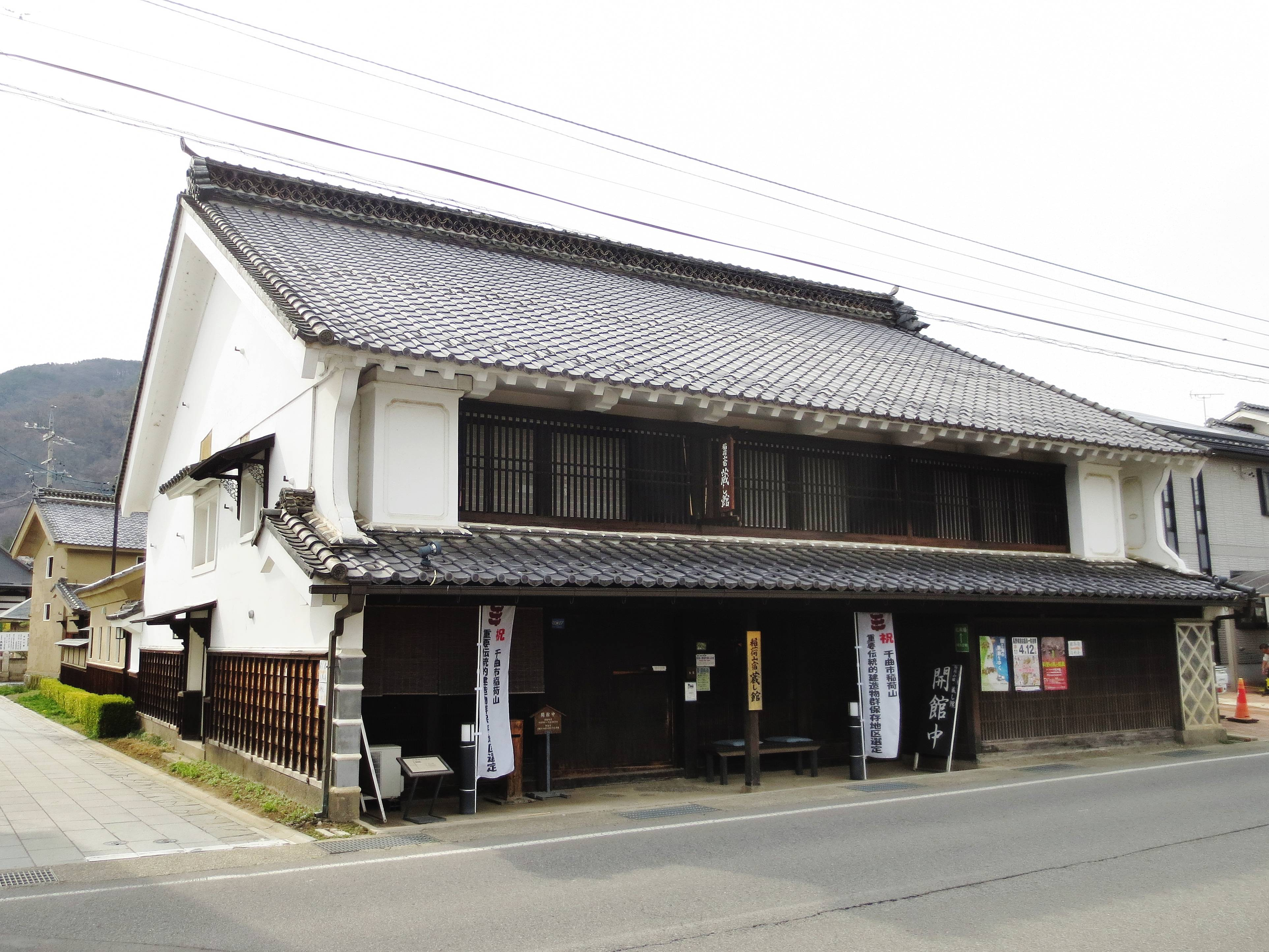
稲荷山宿蔵し館

稲荷山宿（いなりやまじゅく）は、北国西街道（善光寺街道、善光寺西街道）の、洗馬宿から10番目の宿場である。また、北国西街道（善光寺西街道）と谷街道との分岐点である。現在は長野県千曲市稲荷山に相当する。

## 概要

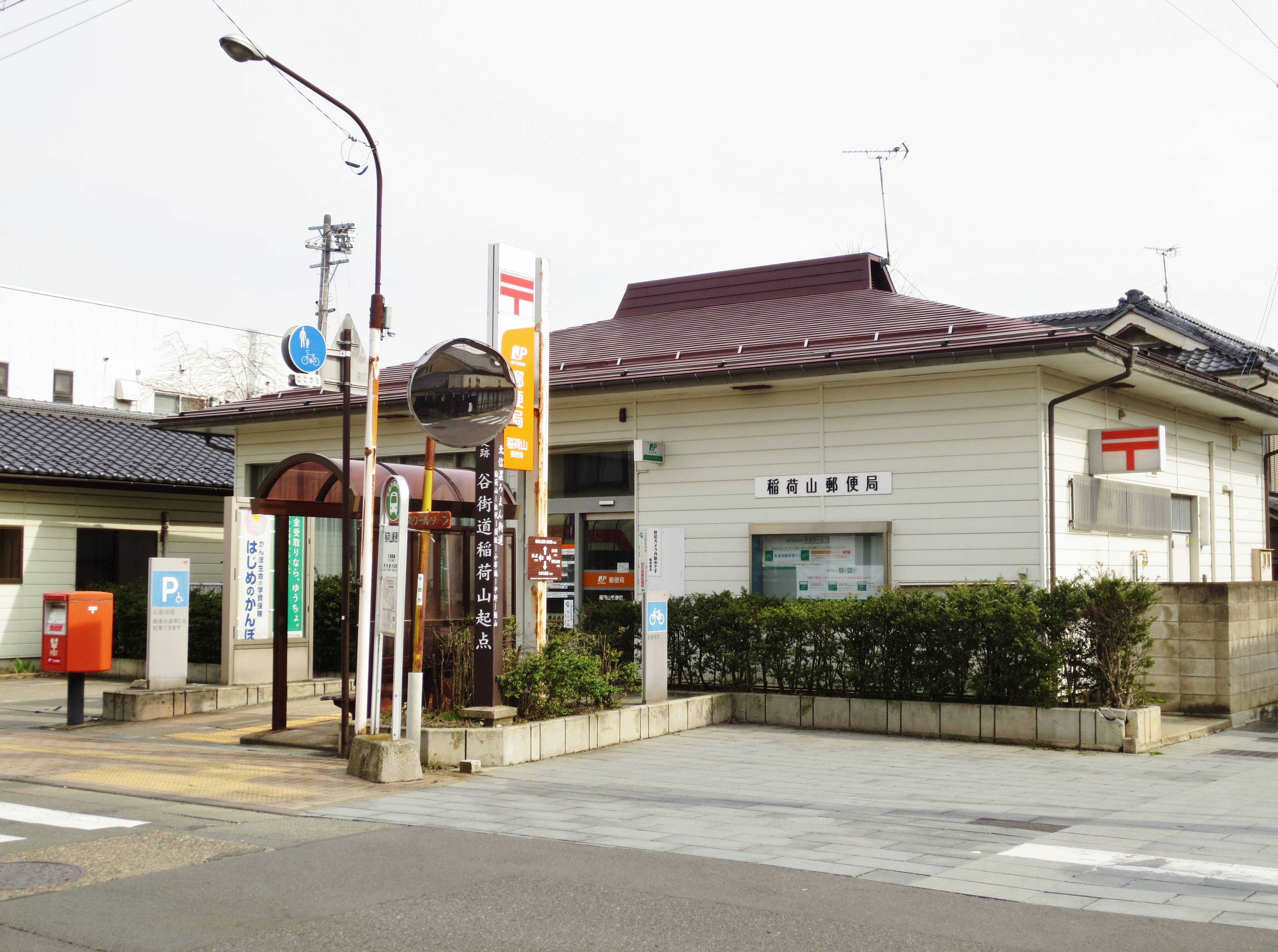
稲荷山郵便局
谷街道稲荷山起点とある。

戦国末期に築かれた城が基となり、江戸時代には善光寺へと至る「善光寺街道」（北国西街道）最大の宿場町（1862年（文久2年）の記録で、家数436軒、人数1625人）として、呉服問屋を中心とした商取引の町として栄えた。「善光寺道名所図会」によると、「一ヶ月に九回の市（九斎市ー3，6，9，13，16，19，23，26，29日）が立ち、商人多く、家数も五百軒ある繁盛の地」と記されている。
また北国西街道（善光寺西街道）と谷街道（千曲川東岸を通って飯山に至る。現「しなの浪漫街道」）の分岐点であり、現在稲荷山郵便局前に”しなの浪漫街道の起点”を示す標識がある。
近隣には街道最大の難所である猿ヶ馬場峠の東側山麓にある桑原宿、北信濃随一の八幡宮として知られる武水別神社（更級八幡神宮寺）、三大長谷寺に数えられる長谷寺などがある。

## 歴史

### 背景

稲荷山宿本陣・松木家

1582年（天正10年）に荒砥城の守将屋代氏が徳川方へ裏切るのを懸念した上杉景勝により、川の対岸に稲荷山城が築城された。この際に町割及び伝馬制度が布かれたことから始った、とするのが定説。天当河原と言われて７戸が住んでいたこの地に、三方へ出撃できるよう上杉景勝が築城。その縄張りをしている最中に白い狐が現れて湯の崎山に姿を消したことが地名の由来と伝えられる。
稲荷山宿の歴史は比較的新しいが、武水別神社神官松田家に伝わる1484年（文明16年）奉納の歌集とされる文書が1995年（平成7年）に発見された。この中に付近の地名をおり込んで若宮や八幡（やわた）などとともに「いなりやま」と詠まれた歌もあり、これ以前から地名は存在していたものと考えられる。また甲州流築城術の特徴を示す「馬出し小路」の地名があることから武田氏支配の時代にも城砦として使用されていた可能性をうかがわせてもいる。

### 沿革

#### 近世
早くも慶長年間（1596年～1615年）には宿場町の体をなしていたと思われ、1614年（慶長19年）に松本盆地の郷原宿から麻績宿までの北国西街道が整備され、稲荷山宿も北国西街道の宿場として正式に組み込まれる（それに伴って、桑原宿は衰微し間の宿となった）。
当初の町割は北から「新町・五日町・横町・柳町」の四町で構成され、横町の位置には枡形が設けられた。後に新町が荒町、五日町が中町、柳町が八日町に改められる。それ以前は少し南にある山沿いの桑原宿が宿場としての役割を果たしており、この時期に洗馬宿から篠ノ井追分宿までの（後に北国西街道と呼ばれる）街道が成立している。
1847年（弘化4年）の善光寺大地震では、地震に伴う火災により市街地がほぼ全焼する大被害を受けた。その８年後に母親を伴ってこの付近を通過した清川八郎は善光寺の町は流石に復旧が進んでいたが他の地域については「いまだ寂しきありさま」と記している。そして10年後の1858年（安政5年）に作成された稲荷山村検地絵図（千曲市教育委員会所蔵）には、街道に沿って北から荒町・中町（旧横町を含む）・下八日町・本八日町・上八日町の名が見られ、現在の区名に近い町が再建され、さらに明治期以後には長野県随一の商都となったことがわかる。

#### 近代以降

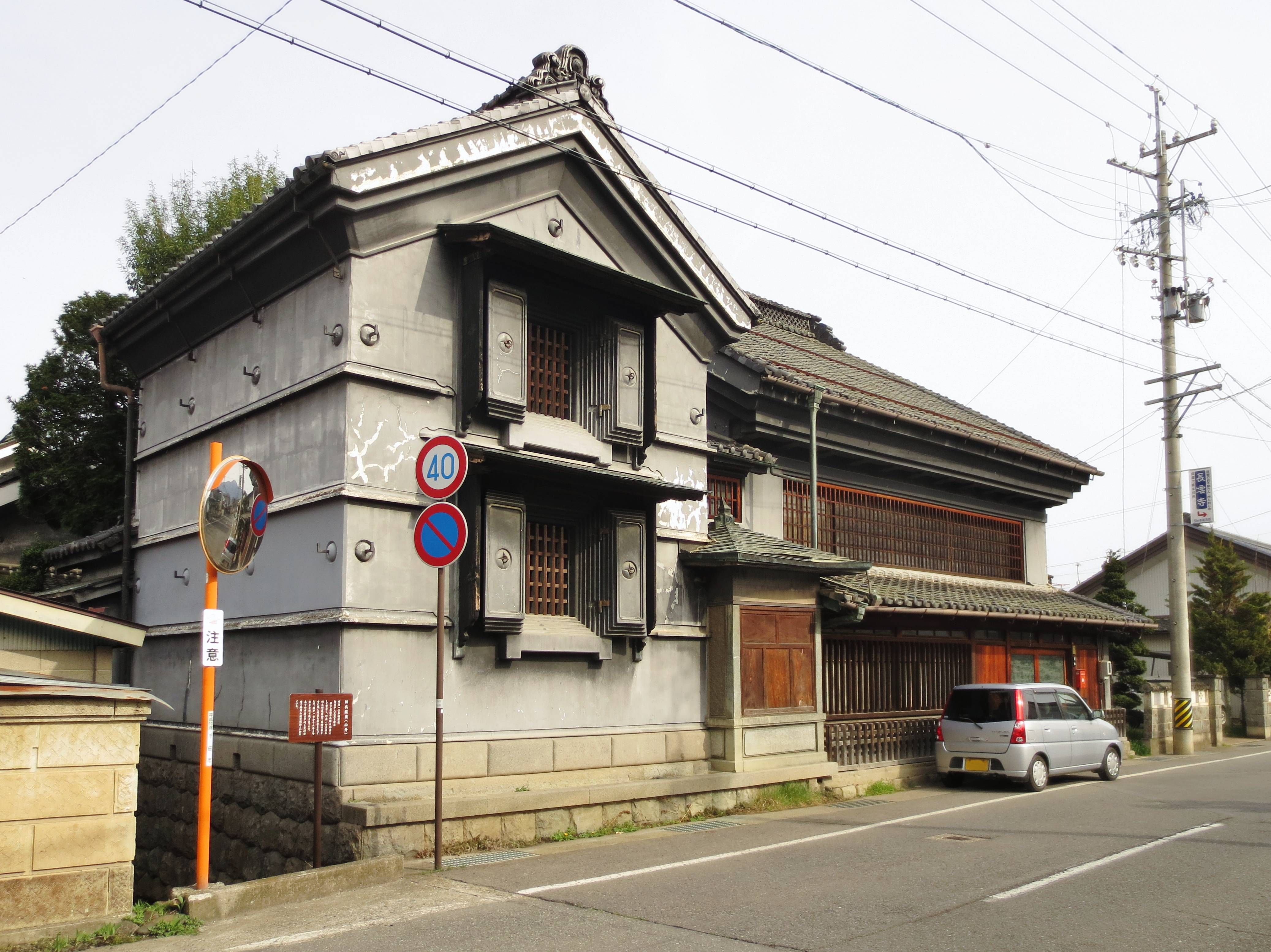
旧呉服商・山丹

江戸時代末期から明治期にかけては繭（まゆ）や生糸・絹織物などを扱う北信濃随一の商都となった（明治初期の稲荷山町の所得税額は、現在の長野県内で第2位、呉服反物取引は第1位）。現在長野県を代表する地方銀行である八十二銀行の前身は「第六十三国立銀行」（1878年（明治11年）開業、長野・松代地方）と「第十九国立銀行」（1877年（明治10年）開業、上田地方）で、このうち「第六十三国立銀行」の本店は元々松代町であったが、1891年（明治24年）の松代の大火で経営難に陥り、当時の稲荷山銀行の支援を受けて稲荷山町に本店を移した経緯があり、商都としての存在感がいかに大きかったかを示している。
その後、JRの稲荷山駅が離れた場所に作られたこともあって衰退し、昭和恐慌により商業地としては完全に没落するが、それ故に現在も往時の面影が色濃く残っており、特に1847年（弘化4年）5月8日の善光寺大地震後に建てられた土倉群に因み、近年「蔵の町」としての街づくりが進められている。
街の中央部を通り抜ける街道が途中で折れ曲がる「桝形」や水路などの近世以来の地割や建物が遺っていることから、2014年（平成26年）12月10日付けで109地区目の重要伝統的建造物群保存地区として選定された（選定地区名称は「千曲市稲荷山伝統的建造物群保存地区」）。

## 史跡

稲荷山宿本陣・松木家

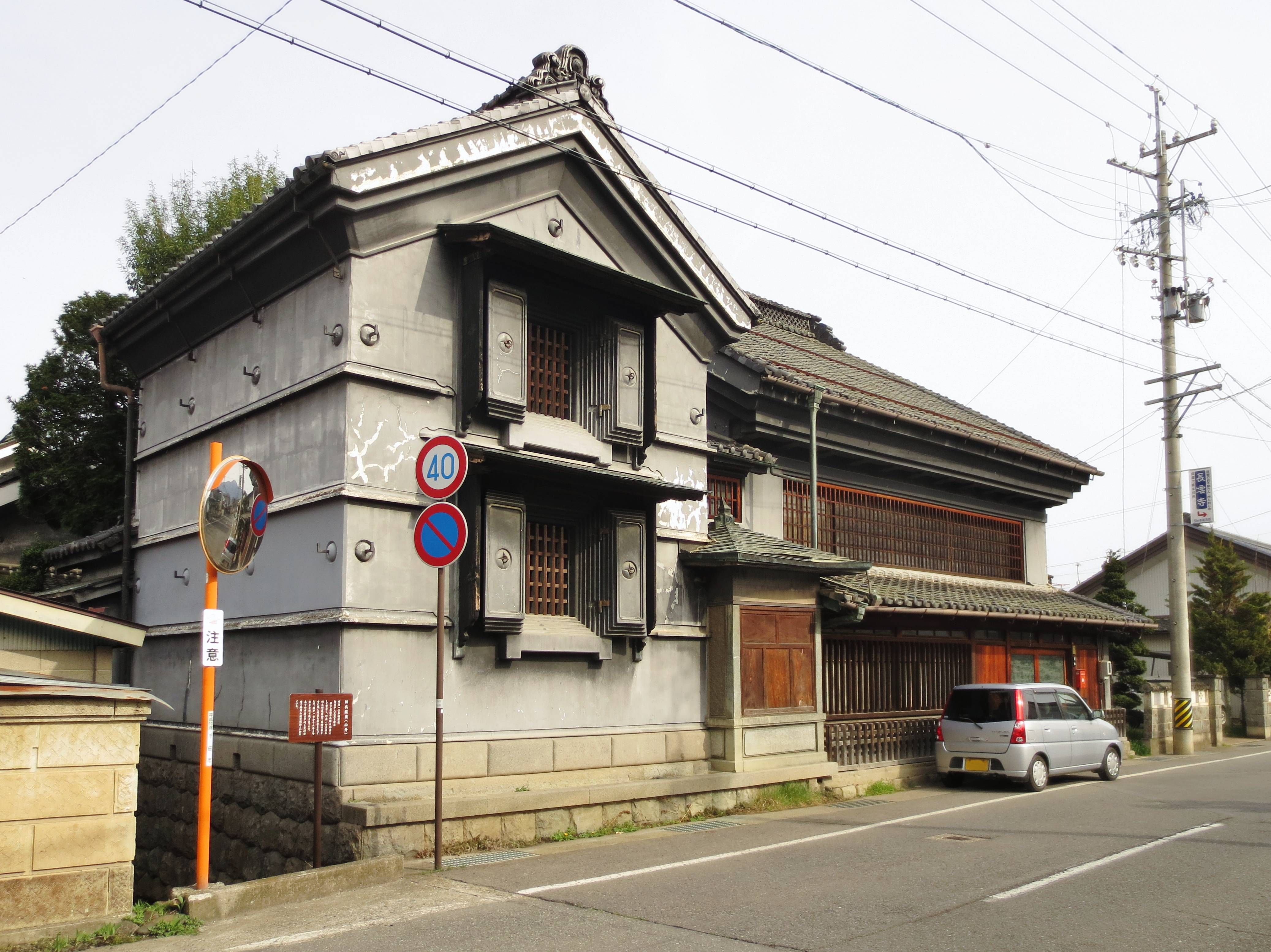
旧呉服商・山丹

稲荷山宿蔵し館・くらしの資料館

- 本陣「松木家」跡

松木家は苗字帯刀を許された（御目見え以上の）家柄で、嘉永元年（1848年）に作られた冠木門と本陣取次の間が残されている。なお、稲荷山宿のある北国西街道は参勤交代に使われる街道ではなく、ここの本陣に大名家が宿泊したことは無い。
- 山丹

明治から大正期に北信有数の呉服商として栄えた商家。旧街道沿いに昭和40年代に化粧直しがされた黒塗りの重厚な土蔵や家屋が残されている。
- 松葉屋

山丹や稲荷山宿蔵し館のある旧街道の北端に残る料亭。往時の遊郭の趣を残す家屋や二つの土蔵が残されている。
- 稲荷山宿蔵し館

生糸輸出の先駆者松林源之助・源九郎の邸宅を修復・再生、当時の民俗資料等を常時展示している。
- ふる里漫画館

地元出身で、政治漫画・似顔絵で知られる近藤日出造の作品を展示。建物は土蔵風となっている。
- 田中園茶店

枡形に近い稲荷山宿の中央部に位置し、1900年代に建てられた茶園。
現在は休憩所を兼ねておやき販売も手掛け、NPO法人「稲荷山蔵の会」の事務局として地域観光の拠点となっている。
- 土壁の路

旧街道に並行して左右に整備されており、東側の市道7115号線沿いは漆喰壁やなまこ壁の蔵が林立している「たまち蔵道の土蔵群」、西側は旧街道と極楽寺に挟まれた地域で商家の裏門が密集している「町屋敷東倉小路」と名付けられている。
街道沿いの商家の裏にあたり、時代とともに装いを変えていった街道に面した表とは異なり、建築時の面影を今も色濃く残す。
- 街道沿いの旧商家

主に旧街道沿いに旧商家や家屋が多く残されている。山丹や蔵し館のある街道北側には砂糖問屋（明治40年築の総欅造り）・山五高村魚店（旧風間家）など旧商家や旧庄屋（松林家）、八郎右衛門小路長屋などが点在し、中央の枡形には増良（塩、醤油）・塩友（茶）・米友・米清（醸造）の旧商家が軒を連ねて現存、南側では枡形から旧塩儀永井家・高村薬局・田中園茶店・田中商店などが続き、さらに南端近くの旧第六十三国立銀行本店（旧梅沢屋）付近までの間に旧商家が点在している。また表面は現在風に改装されているが、家屋本体は当時のまま重厚な四段蛇腹の屋根を残す店舗や家屋なども見られる。
- 菅谷医院

大正末に建てられた洋風建築の医院。旧街道の稲荷山交差点から屋代宿方面に行った国道403号沿いにあり、外壁に施された洋風鏝絵が今も綺麗に残されている。
医師として四代続く医家が現在も開業中、院内には古い医療機器なども残されている。
- 日本聖公会 稲荷山諸聖徒教会

昭和8年に完成したカナダ人宣教師 J.G.ウォーラー設計による教会。宿場町としては南端、旧街道沿いの八幡神社参道の分岐点からさらに南に行った場所にある。
- 田中商店（旧カクイチ）

田中園茶店の左隣にある大正期に改装された一見洋風建築に見える看板建築の旧商家。二階に洋風ガラス窓がある灯付きのファサードが特徴的。
- 高村家別邸

稲荷山出身の実業家高村国策氏の別邸。第二次大戦中に息子高村象平氏（後の慶応義塾塾長）の縁で、慶應義塾大学の図書館蔵書の疎開先となった事で知られる。
2018年に取り壊され、現在は塀のみが記念として残されている。
- 舟繋石・鞍掛石

横田河原の戦いに臨む直前に立ち寄った木曾義仲に因む史跡。
- 二十三夜塔

治田神社の大鳥居付近にある月待ち行事「二十三夜講」の石碑。月待塔を参照。
- 道祖神

街の数箇所に点在している。
- 稲荷山城址

天正十年、上杉景勝により築城。この時の町割が稲荷山宿の原型となる。
- 西京街道道標

北国西街道の別名である「西京街道」が刻まれた道標。稲荷山宿の南側にあり、武水別神社への道との分岐点に「右　西京街道　左　八幡宮道」と刻まれている。

## 神社仏閣

長雲寺

- 長雲寺

真言宗智山派五大院。開山は稲荷山宿より古い寿永3年（1184年）と伝わり、火災により天正17年（1589年）に現在地で再建される。
本尊の五大明王は京都の醍醐寺から贈られ、他に1673年（寛文13年）京都の仏師久七作の木造愛染明王坐像（国の重要文化財）を収蔵。「ガン封じ」の寺としても知られる。
- 極楽寺

浄土宗光明山無量院。開山時期は不詳だが稲荷山宿よりは古く、天正10年（1582年）に稲荷山城の鬼門除けとして町内に移転、寛永19年（1642年）に現在地に移った。
境内にある鐘楼は大正11年（1922年）に旧極楽寺跡地から現在地に移設されたもので、「天正11年　須崎三河守 建立」と当時の稲荷山城将による棟札があり、稲荷山宿の建物としては最古とされる。
また、旧環境庁の「日本の巨樹・巨木林　甲信越・北陸版」に掲載された、樹齢300年以上（現在地に移転した頃）とされるケヤキの巨木がある。
- 龍洞院

1504年（文亀4年）に建立された曹洞宗大源派の禅寺、山号は桑原山。
七堂伽藍が整い、紅葉と美しい庭園で知られる名刹。静岡県の可睡斎の末寺。
参道に煉瓦製のアーチ橋（橋上をJR東日本の篠ノ井線が走る）があり、「龍洞院架道橋」として2006年（平成18年）に国の登録有形文化財に登録された。
なお、寺院名は「りゅうとういん」と濁らないが、龍洞院架道橋では「りゅうどういん」と濁音で登録されている。
- 治田神社

延喜式にその名が見える古社（延喜式内社）。社伝によれば雄略天皇8年の建立。旧社格は県社。
上の宮と下の宮に分かれており（直線で1km弱の距離）、下の宮が稲荷山宿の氏神（鎮守）で、毎年7月に稲荷山で行われる祇園祭は治田神社の神事。桜の名所としても知られる。

## 近隣
- 武水別神社 ：南に隣接する八幡地区にあり、徒歩20分。
- 長谷寺 ：北に隣接する長野市篠ノ井の塩崎地区にあり、徒歩20分。
- 親鸞上人の高弟西仏坊覚明（元は源義仲の軍師、法然門下）の終焉の地。
- 埴科古墳群 ：森将軍塚古墳を中心とした古墳群。国の史跡に指定。
- 雨宮の渡し ：川中島の戦いで上杉軍が千曲川を渡河した場所として、頼山陽の詩に詠われる。
- 姨捨山 ：古く平安時代から和歌に詠まれた景勝地（「田毎（たごと）の月」として国の名勝に指定）。深沢七郎の楢山節考の元になった姨捨伝説の舞台としても知られる。山腹にあるJR姨捨駅近辺から望む（稲荷山宿を含む）長野盆地の眺望は日本三大車窓としても名高く、姨捨サービスエリアからも望むことができる。

## 隣の宿
- 北国西街道

桑原宿 - 稲荷山宿 - 篠ノ井追分宿

## アクセス

稲荷山駅

- 長野自動車道更埴インターチェンジから車5分。
- JR篠ノ井線・稲荷山駅から車3分。徒歩20分（途中に長谷寺がある）
- しなの鉄道屋代駅から車5分。徒歩30分